# Die Weltbühne

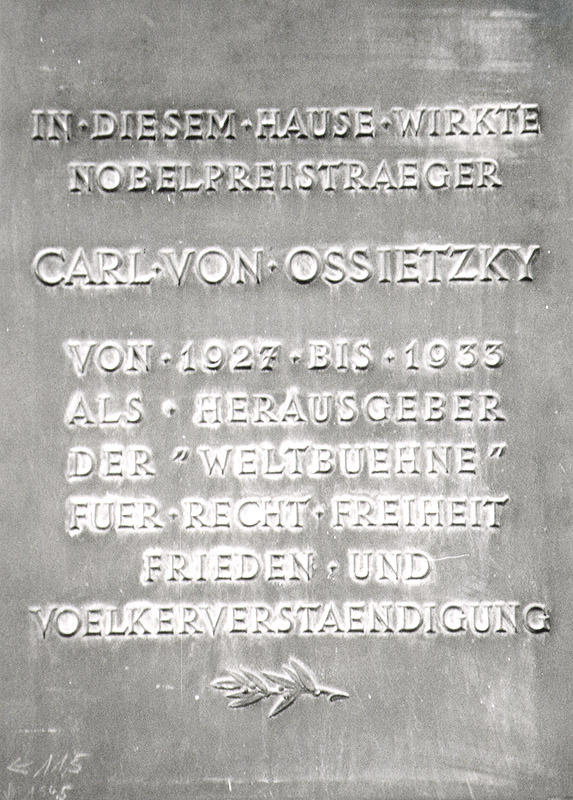
Minnesskylt över Carl von Ossietzky på Kantstraße 152 i Berlin. Weltbühnes redaktion fanns här 1927–1933.

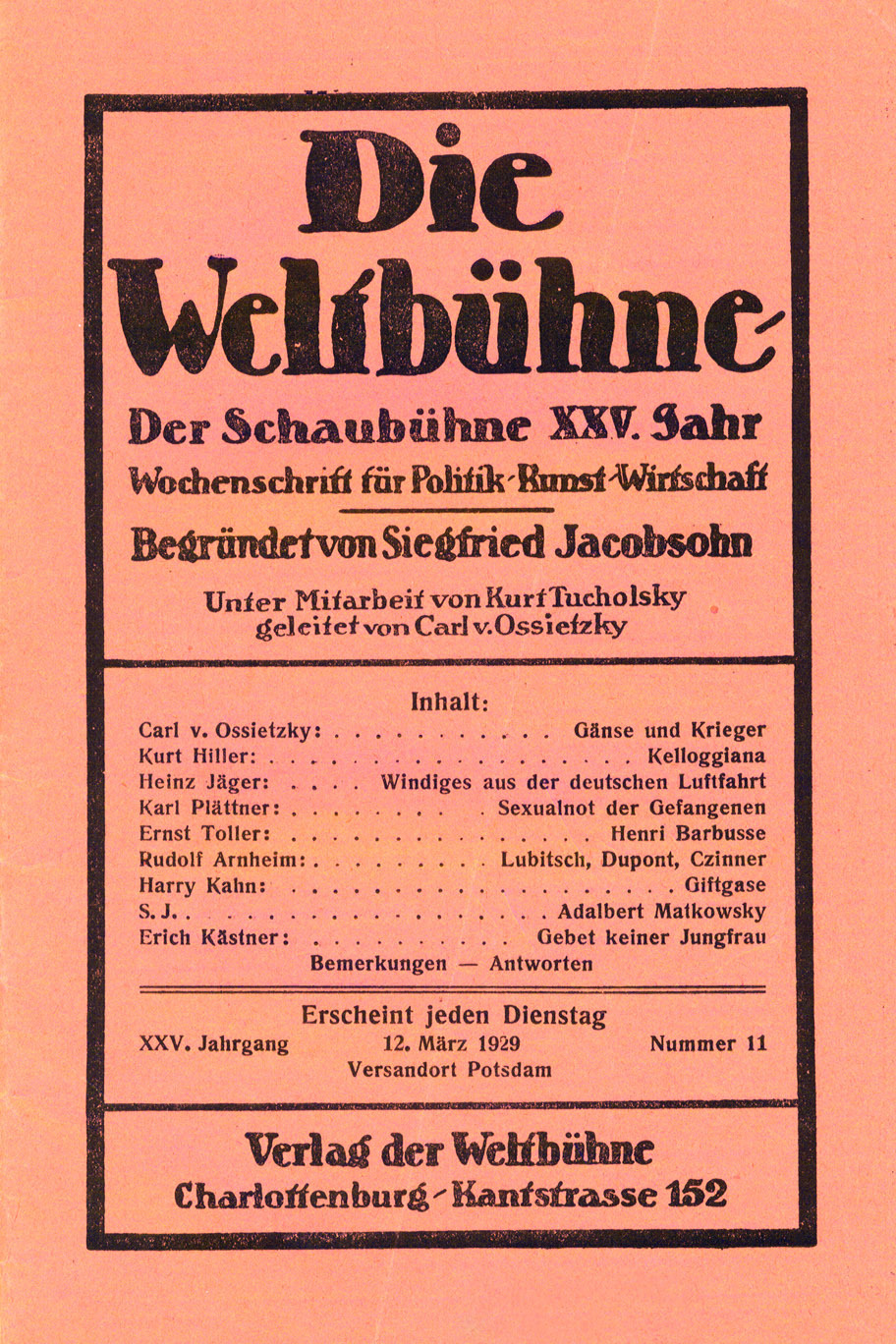
Omslag till Die Weltbühne från 12 mars 1929.

Die Weltbühne var en tysk veckotidskrift för politik, konst och näringsliv. Den grundades av Siegfried Jacobsohn  i Berlin under namnet Die Schaubühne som en ren teatertidskrift och kom ut första gången 7 september 1905. 4 april 1918 tog tidningen namnet Die Weltbühne. Efter Jacobsohns död 1926 övertog Kurt Tucholsky ledarskapet fram till maj 1927 då Carl von Ossietsky tog över. Nazisterna förbjöd Weltbühne efter riksdagshusbranden 27 februari 1933. Tidningen kom ut i mellankrigstidens Tyskland sista gången 7 mars 1933. Vad som fanns av den på tyska bibliotek brändes av nationalsocialister under de omfattande bokbålen i Nazityskland senare under våren och sommaren samma år. Den gavs därefter ut i exil under namnet Die neue Weltbühne fram till 1939. Efter andra världskriget kom den ut under sitt gamla namn Weltbühne i Östberlin ända fram till 1993. 
Weltbühne var i Weimarrepubliken det stora forumet för radikaldemokratiska idéer hos vänsterorienterade borgerliga. Omkring 2500 skribenter arbetade för tidskriften 1905–1933. Bredvid Jacobsohn, Tucholsky och Ossietzky arbetade namn som Lion Feuchtwanger, Hellmut von Gerlach, Moritz Heimann, Kurt Hiller, Erich Mühsam, Else Lasker-Schüler, Erich Kästner, Alfred Polgar, Carl Zuckmayer och Arnold Zweig för Weltbühne. 
Tidningen gavs ut i omkring 15 000 exemplar. 